# Oekraïne op de Paralympische Winterspelen 2014
Oekraïne was een van de landen die deelnam aan de Paralympische Winterspelen 2014 in Sotsji, Rusland.

## Medailleoverzicht
| Sport      | Paralympiër                                  | Onderdeel                        | Medaille |
| ---------- | -------------------------------------------- | -------------------------------- | -------- |
| Biatlon    | Oleksandra Kononova                          | 12.5 km, staand (v)              | Goud     |
| Biatlon    | Vitaliy Lukyanenko Gids: Borys Babar         | 7.5 km, visueel beperkt (m)      | Goud     |
| Biatlon    | Vitaliy Lukyanenko Gids: Borys Babar         | 12.5 km, visueel beperkt (m)     | Goud     |
| Biatlon    | Grygorii Vovchynskyi                         | 15 km, staand (m)                | Goud     |
| Langlaufen | Lyudmyla Pavlenko                            | 12 km, zittend (v)               | Goud     |
|            |                                              |                                  |          |
| Biatlon    | Oleksandra Kononova                          | 10 km, staand (v)                | Zilver   |
| Biatlon    | Anatolii Kovalevskyi Gids: Oleksandr Mukshyn | 15 km, visueel beperkt (m)       | Zilver   |
| Biatlon    | Maksym Varovyi                               | 7.5 km, zittend (m)              | Zilver   |
| Langlaufen | Iuliia Batenkova                             | 1 km sprint, staand (v)          | Zilver   |
| Langlaufen | Iuliia Batenkova                             | 5 km, staand (v)                 | Zilver   |
| Langlaufen | Iuliia Batenkova                             | 15 km, staand (v)                | Zilver   |
| Langlaufen | Lyudmyla Pavlenko                            | 5 km, zittend (v)                | Zilver   |
| Langlaufen | Maksym Yarovyi                               | 10 km, zittend (m)               | Zilver   |
| Langlaufen | Team                                         | 4 x 2.5 km, estafette open       | Zilver   |
|            |                                              |                                  |          |
| Biatlon    | Iuliia Batenkova                             | 6 km, staand (v)                 | Brons    |
| Biatlon    | Olena Iurkovska                              | 6 km, zittend (v)                | Brons    |
| Biatlon    | Olena Iurkovska                              | 12.5 km, zittend (v)             | Brons    |
| Biatlon    | Vitaliy Lukyanenko Gids: Borys Babar         | 15 km, visueel beperkt (m)       | Brons    |
| Biatlon    | Lyudmyla Pavlenko                            | 10 km, zittend (v)               | Brons    |
| Biatlon    | Oksana Shyshkova Gids: Lada Nesterenko       | 6 km, visueel beperkt (v)        | Brons    |
| Biatlon    | Oksana Shyshkova Gids: Lada Nesterenko       | 10 km, visueel beperkt (v)       | Brons    |
| Biatlon    | Oksana Shyshkova Gids: Lada Nesterenko       | 12.5 km, visueel beperkt (v)     | Brons    |
| Langlaufen | Oleksandra Kononova                          | 5 km, staand (v)                 | Brons    |
| Langlaufen | Oksana Shyshkova Gids: Lada Nesterenko       | 1 km sprint, visueel beperkt (v) | Brons    |
| Langlaufen | Maksym Yarovyi                               | 10 km sprint, zittend (m)        | Brons    |

## Deelnemers en resultaten

### Alpineskiën
| Paralympiër                       | Onderdeel                         | Resultaat | Prestatie |
| --------------------------------- | --------------------------------- | --------- | --------- |
| Dmytro Kuzmin Gids: Sergii Dorosh | Slalom, visueel beperkt (m)       | 10e       | 2:12.81   |
| Dmytro Kuzmin Gids: Sergii Dorosh | Reuzenslalom, visueel beperkt (m) | 13e       | 3:14.97   |

### Biatlon
| Paralympiër                                  | Onderdeel                    | Resultaat | Prestatie      |
| -------------------------------------------- | ---------------------------- | --------- | -------------- |
| Oleksandr Korniiko                           | 7.5 km, zittend (m)          | 17e       | 24:37.3        |
| Oleksandr Korniiko                           | 12.5 km, zittend (m)         | 15e       | 40:34.2        |
| Oleksandr Korniiko                           | 15 km, zittend (m)           | 13e       | 49:17.0        |
| Anatolii Kovalevskyi Gids: Oleksandr Mukshyn | 7.5 km, visueel beperkt (m)  | 6e        | 21:21.5        |
| Anatolii Kovalevskyi Gids: Oleksandr Mukshyn | 12.5 km, visueel beperkt (m) | DNF       | Niet gefinisht |
| Anatolii Kovalevskyi Gids: Oleksandr Mukshyn | 15 km, visueel beperkt (m)   | Zilver    | 38:18.2        |
| Vitaliy Lukyanenko Gids: Borys Babar         | 7.5 km, visueel beperkt (m)  | Goud      | 20:18.8        |
| Vitaliy Lukyanenko Gids: Borys Babar         | 12.5 km, visueel beperkt (m) | Goud      | 31:04.0        |
| Vitaliy Lukyanenko Gids: Borys Babar         | 15 km, visueel beperkt (m)   | Brons     | 38:21.6        |
| Vladyslav Maystrenko                         | 7.5 km, staand (m)           | 16e       | 21:27.9        |
| Vladyslav Maystrenko                         | 12.5 km, staand (m)          | 14e       | 33:31.2        |
| Vladyslav Maystrenko                         | 15 km, staand (m)            | 14e       | 45:11.8        |
| Ihor Reptyukh                                | 7.5 km, staand (m)           | 11e       | 20:12.3        |
| Ihor Reptyukh                                | 12.5 km, staand (m)          | 12e       | 33:14.9        |
| Ihor Reptyukh                                | 15 km, staand (m)            | 9e        | 40:11.2        |
| Iaroslav Reshetynskiy Gids: Dmytro Khurtyk   | 7.5 km, visueel beperkt (m)  | 11e       | 22:55.2        |
| Iaroslav Reshetynskiy Gids: Dmytro Khurtyk   | 12.5 km, visueel beperkt (m) | 6e        | 33:21.9        |
| Iaroslav Reshetynskiy Gids: Dmytro Khurtyk   | 15 km, visueel beperkt (m)   | 7e        | 41:19.5        |
| Dmytro Shulga Gids: Artur Gergardt           | 7.5 km, visueel beperkt (m)  | 13e       | 24:18.6        |
| Dmytro Shulga Gids: Artur Gergardt           | 12.5 km, visueel beperkt (m) | 7e        | 35:43.9        |
| Dmytro Shulga Gids: Artur Gergardt           | 15 km, visueel beperkt (m)   | 11e       | 44:16.1        |
| Vitalii Sytnyk                               | 7.5 km, staand (m)           | 15e       | 21:21.8        |
| Vitalii Sytnyk                               | 12.5 km, staand (m)          | 13e       | 33:16.2        |
| Vitalii Sytnyk                               | 15 km, staand (m)            | 13e       | 41:49.1        |
| Mykhaylo Tkachenko                           | 7.5 km, zittend (m)          | 12e       | 23:58.3        |
| Mykhaylo Tkachenko                           | 12.5 km, zittend (m)         | 10e       | 38:48.4        |
| Mykhaylo Tkachenko                           | 15 km, zittend (m)           | 15e       | 49:23.6        |
| Iurii Utkin Gids: Vitalii Kazakov            | 7.5 km, visueel beperkt (m)  | 4e        | 21:14.6        |
| Iurii Utkin Gids: Vitalii Kazakov            | 12.5 km, visueel beperkt (m) | 4e        | 32:04.5        |
| Iurii Utkin Gids: Vitalii Kazakov            | 15 km, visueel beperkt (m)   | 5e        | 39:11.0        |
| Grygorii Vovchynskyi                         | 7.5 km, staand (m)           | 8e        | 19:38.4        |
| Grygorii Vovchynskyi                         | 12.5 km, staand (m)          | 7e        | 31:26.3        |
| Grygorii Vovchynskyi                         | 15 km, staand (m)            | Goud      | 37:41.1        |
| Maksym Varovyi                               | 7.5 km, zittend (m)          | Zilver    | 21:11.9        |
| Maksym Varovyi                               | 12.5 km, zittend (m)         | 7e        | 37:35.4        |
| Maksym Varovyi                               | 15 km, zittend (m)           | 12e       | 48:56.9        |
|                                              |                              |           |                |
| Iuliia Batenkova                             | 6 km, staand (v)             | Brons     | 19:17.7        |
| Iuliia Batenkova                             | 10 km, staand (v)            | 5e        | 32:03.7        |
| Iuliia Batenkova                             | 12.5 km, staand (v)          | 6e        | 42:29.9        |
| Iryna Bui                                    | 6 km, staand (v)             | 11e       | 22:11.1        |
| Iryna Bui                                    | 10 km, staand (v)            | 7e        | 32:47.5        |
| Iryna Bui                                    | 12.5 km, staand (v)          | 9e        | 43:38.6        |
| Olena Iurkovska                              | 6 km, zittend (v)            | Brons     | 19:39.6        |
| Olena Iurkovska                              | 10 km, zittend (v)           | 4e        | 34:49.2        |
| Olena Iurkovska                              | 12.5 km, zittend (v)         | Brons     | 41:30.8        |
| Oleksandra Kononova                          | 6 km, staand (v)             | 5e        | 19:35.0        |
| Oleksandra Kononova                          | 10 km, staand (v)            | Zilver    | 30:33.7        |
| Oleksandra Kononova                          | 12.5 km, staand (v)          | Goud      | 40:30.6        |
| Liudmyla Liashenko                           | 6 km, staand (v)             | 7e        | 20:17.3        |
| Liudmyla Liashenko                           | 10 km, staand (v)            | 4e        | 31:01.6        |
| Liudmyla Liashenko                           | 12.5 km, staand (v)          | 5e        | 42:28.3        |
| Lyudmyla Pavlenko                            | 6 km, zittend (v)            | 7e        | 20:17.1        |
| Lyudmyla Pavlenko                            | 10 km, zittend (v)           | Brons     | 34:22.6        |
| Lyudmyla Pavlenko                            | 12.5 km, zittend (v)         | 6e        | 43:55.0        |
| Olga Prylutska Gids: Volodymyr Mogylnyi      | 6 km, visueel beperkt (v)    | DNF       | Niet gefinisht |
| Olga Prylutska Gids: Volodymyr Mogylnyi      | 10 km, visueel beperkt (v)   | 4e        | 44:01.6        |
| Olga Prylutska Gids: Volodymyr Mogylnyi      | 12.5 km, visueel beperkt (v) | 5e        | 46:21.9        |
| Oksana Shyshkova Gids: Lada Nesterenko       | 6 km, visueel beperkt (v)    | Brons     | 20:49.0        |
| Oksana Shyshkova Gids: Lada Nesterenko       | 10 km, visueel beperkt (v)   | Brons     | 35:01.4        |
| Oksana Shyshkova Gids: Lada Nesterenko       | 12.5 km, visueel beperkt (v) | Brons     | 37:48.8        |

### Langlaufen
| Paralympiër | Onderdeel                        | Resultaat | Prestatie    |
| --- | -------------------------------- | --------- | ------------ |
| Oleksandr Korniiko | 1 km sprint, zittend (m)         | 18e       | Kwalificatie |
| Oleksandr Korniiko | 10 km, zittend (m)               | 20e       | 35:23.6      |
| Anatolii Kovalevskyi Gids: Oleksandr Mukshyn                                                                           | 10 km, visueel beperkt (m)       | 8e        | 25:50.1      |
| Vladyslav Maystrenko                                                                                                   | 1 km sprint, staand (m)          | 14e       | Kwalificatie |
| Vladyslav Maystrenko                                                                                                   | 10 km, staand (m)                | 26e       | 27:59.6      |
| Ihor Reptyukh | 1 km sprint, staand (m)          | 11e       | Halve finale |
| Ihor Reptyukh | 10 km, staand (m)                | 10e       | 25:14.6      |
| Ihor Reptyukh | 20 km, staand (m)                | 6e        | 56:05.5      |
| Iaroslav Reshetynskiy Gids: Dmytro Khurtyk                                                                             | 10 km, visueel beperkt (m)       | 10e       | 26:15.3      |
| Iaroslav Reshetynskiy Gids: Dmytro Khurtyk                                                                             | 20 km, visueel beperkt (m)       | 9e        | 59:27.6      |
| Dmytro Shulga Gids: Artur Gergardt                                                                                     | 1 km sprint, visueel beperkt (m) | 6e        | Halve finale |
| Vitalii Sytnyk | 10 km, staand (m)                | 19e       | 26:47.1      |
| Vitalii Sytnyk | 20 km, staand (m)                | 9e        | 58:31.6      |
| Mykhaylo Tkachenko | 1 km sprint, zittend (m)         | 8e        | Halve finale |
| Mykhaylo Tkachenko | 10 km, zittend (m)               | 19e       | 35:22.6      |
| Mykhaylo Tkachenko | 15 km, zittend (m)               | 10e       | 44:58.8      |
| Iurii Utkin Gids: Vitalii Kazakov                                                                                      | 10 km, visueel beperkt (m)       | 11e       | 26:45.8      |
| Iurii Utkin Gids: Vitalii Kazakov                                                                                      | 20 km, visueel beperkt (m)       | 7e        | 59:06.1      |
| Grygorii Vovchynskyi                                                                                                   | 1 km sprint, staand (m)          | 9e        | Halve finale |
| Grygorii Vovchynskyi                                                                                                   | 10 km, staand (m)                | 16e       | 26:02.1      |
| Maksym Yarovyi | 1 km sprint, zittend (m)         | Brons     | Finale       |
| Maksym Yarovyi | 10 km, zittend (m)               | Zilver    | 31:06.5      |
| Maksym Yarovyi | 15 km, zittend (m)               | 4e        | 42:08.8      |
| |                                  |           |              |
| Iuliia Batenkova | 1 km sprint, staand (v)          | Zilver    | Finale       |
| Iuliia Batenkova | 5 km, staand (v)                 | Zilver    | 13:44.4      |
| Iuliia Batenkova | 15 km, staand (v)                | Zilver    | 49:53.1      |
| Irina Bui | 1 km sprint, staand (v)          | 13e       | Kwalificatie |
| Irina Bui | 5 km, staand (v)                 | 11e       | 15:33.3      |
| Olena Iurkovska | 1 km sprint, zittend (v)         | 12e       | Halve finale |
| Olena Iurkovska | 5 km, zittend (v)                | 14e       | 18:23.8      |
| Oleksandra Kononova | 1 km sprint, staand (v)          | 5e        | Finale       |
| Oleksandra Kononova | 5 km, staand (v)                 | Brons     | 13:46.9      |
| Oleksandra Kononova | 15 km, staand (v)                | 6e        | 53:49.1      |
| Liudmyla Liashenko | 1 km sprint, staand (v)          | 7e        | Halve finale |
| Liudmyla Liashenko | 5 km, staand (v)                 | 5e        | 14:02.9      |
| Liudmyla Liashenko | 15 km, staand (v)                | 9e        | 58:30.8      |
| Kateryna Pavlenko | 15 km, staand (v)                | 11e       | 1:07:30.1    |
| Lyudmyla Pavlenko | 1 km sprint, zittend (v)         | 17e       | Kwalificatie |
| Lyudmyla Pavlenko | 5 km, zittend (v)                | Zilver    | 16:27.0      |
| Lyudmyla Pavlenko | 12 km, zittend (v)               | Goud      | 38:54.3      |
| Olga Prylutska Gids: Volodymyr Mogylnyi                                                                                | 5 km, visueel beperkt (v)        | 9e        | 16:22.5      |
| Oksana Shyshkova Gids: Lada Nestrenko                                                                                  | 1 km sprint, visueel beperkt (v) | Brons     | Finale       |
| Oksana Shyshkova Gids: Lada Nestrenko                                                                                  | 5 km, visueel beperkt (v)        | 4e        | 13:43.5      |
| |                                  |           |              |
| Iuliia Batenkova Oleksandra Kononova Oksana Shyshkova Gids: Lada Nestrenko Anatolii Kovalevsky Gids: Oleksandr Mukshyn | 4 x 2.5 km, estafette gemend     | 4e        | 28:09.1      |
| Olena Iurkovska Vitaliy Lukyanenko Gids: Borys Babar Iurii Utkin Gids: Vitalii Kazakov Ihor Reptyukh                   | 4 x 2.5 km, estafette open       | Zilver    | 25:17.9      |

### Snowboarden
| Paralympiër  | Onderdeel          | Resultaat | Prestatie |
| ------------ | ------------------ | --------- | --------- |
| Ivan Osharov | Snowboardcross (m) | 24e       | 2:23.22   |

## Bijzonderheden
Tijdens de openingsceremonie koos de delegatie van Oekraïne ervoor slechts een deelnemer aan de parade van sporters te laten deelnemen. Dit als protest tegen de Russische bemoeienis met de Krim.